# Ursula Fischer
Ursula Fischer geb. Bätz (* 6. September 1952 in Steinach) ist eine deutsche Politikerin. Für die PDS war sie 1990 Mitglied der Volkskammer. Von 1990 bis 1994 saß sie im Deutschen Bundestag und von 1994 bis 2004 im Thüringer Landtag.

## Leben
Fischer studierte von 1971 bis 1973 Medizin an der Karl-Marx-Universität Leipzig und setzte danach von 1973 bis 1976 ihre Ausbildung an der Medizinischen Akademie Erfurt fort. Nach Staatsexamen und Diplom (1976) absolvierte sie bis 1982 in Eisenach und Nordhausen ihre Facharztausbildung im Fach Kinderheilkunde. Nach der Facharztanerkennung praktizierte sie von 1982 bis 1990 als Kinderärztin in Nordhausen, unterbrochen von einer Tätigkeit am Hospital Alemán Nicaragüense in Managua (Nicaragua) von 1987 bis 1989. Im Jahr 1989 legte sie die Promotion A ab.
Fischer trat 1971 der SED bei. Bei der Volkskammerwahl 1990 wurde sie für die PDS in die erste und einzige frei gewählte Volkskammer der DDR gewählt. Nach der deutschen Wiedervereinigung wurde sie dadurch am 3. Oktober 1990 auch Mitglied des 11. Deutschen Bundestages. Wenig später wurde sie bei der Bundestagswahl 1990 in den 12. Deutschen Bundestag gewählt und war dort Parlamentarische Geschäftsführerin der PDS-Gruppe. Anschließend gehörte sie von 1994 bis 2004 dem 2. und 3. Thüringer Landtag an. Sie war Mitglied im PDS-Landesvorstand, Mitglied des PDS-Kreisvorstandes im Landkreis Nordhausen und Mitglied des Landtagsausschusses für Soziales, Familie und Gesundheit. Im Jahr 2000 trat sie aus der PDS aus. Bei der Landtagswahl 2004 kandidierte sie nicht mehr. Seit ihrem Rückzug aus der Politik praktiziert sie wieder als Ärztin in Elxleben.